# هرا اردنی
هرا اردنی  یا کویر بازالت از جنوب سوریه در شمال شرقی اردن تا شمال عربستان سعودی امتداد دارد. بیشتر این منطقه متشکل از جریان‌های شکسته گدازه است که کف بیابان را با میلیون‌ها سنگ بازالت و تخته سنگ پوشانده‌است که طی میلیون‌ها سال یک سطح سیاه براق تولید کرده‌است. این منطقه مملو از تعداد زیادی کتیبه است که تقریباً بین سده اول پیش از میلاد و سده چهارم میلادی توسط عشایر باستان حک شده‌است.

## وضعیت میراث جهانی
این سایت در ۱۸ ژوئن ۲۰۰۱ به فهرست آزمایشی میراث جهانی یونسکو اضافه شد.